# 利根川栗橋流域水防事務組合
利根川栗橋流域水防事務組合（とねがわくりはしりゅういきすいぼうじむくみあい）は、埼玉県久喜市、春日部市、幸手市、北葛飾郡杉戸町および茨城県猿島郡五霞町の3市2町が設立している一部事務組合。栗橋町および鷲宮町の合併以前の名称は、栗橋町外五箇市町水防事務組合（くりはしまちほかごかしちょうすいぼうじむくみあい）であった。

## 概要

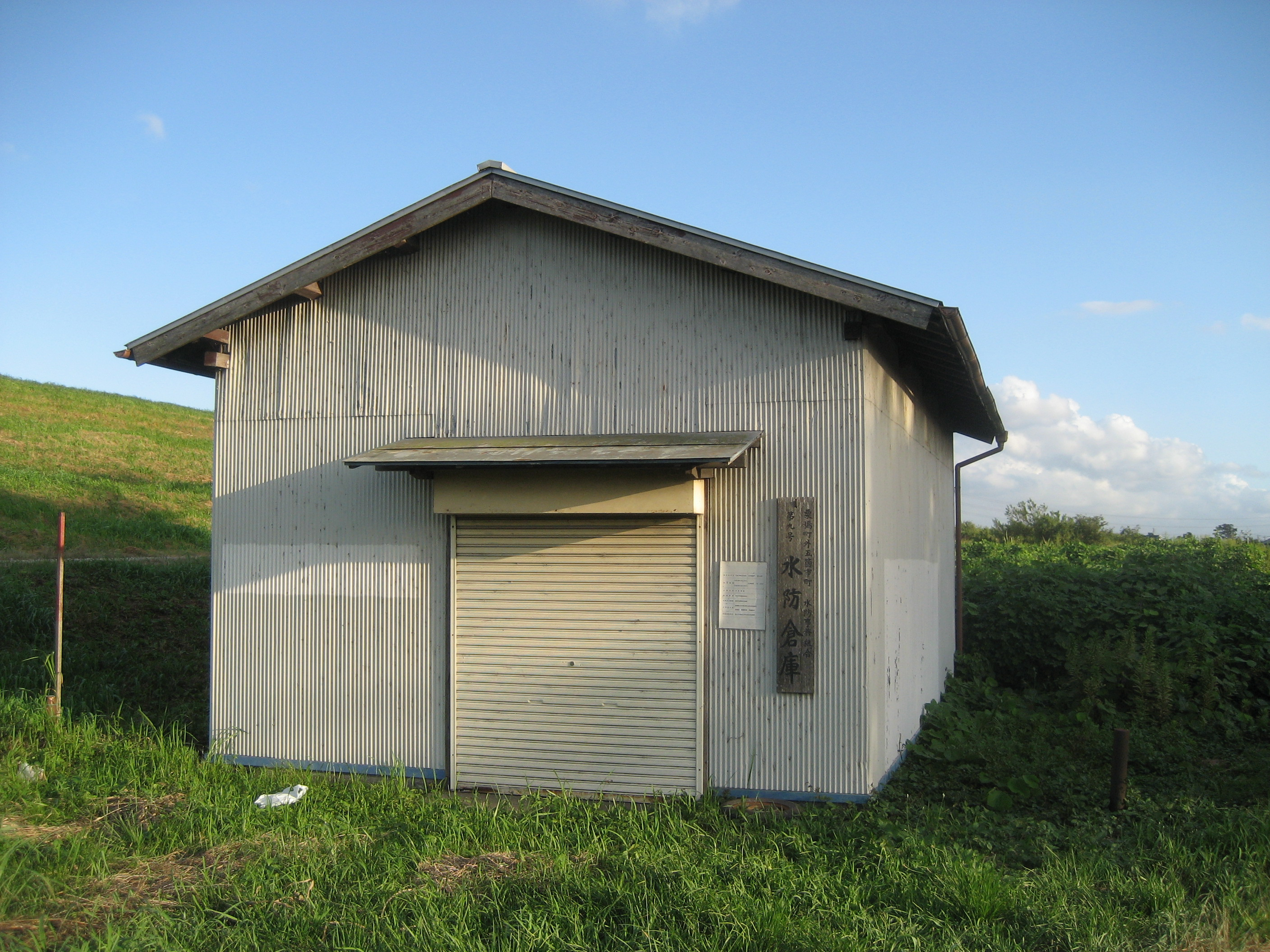
第9号水防倉庫（幸手市）

### 主な事務内容
- 利根川右岸および江戸川右岸の水防に関する事務を、構成自治体で共同処理を行っている。

### 組織
- 組合議会
  - 議員定数：24人（久喜市：6人、幸手市：8人、杉戸町：6人、春日部市：2人、五霞町：2人）
- 組合執行機関
  - 管理者：1人（久喜市長が担当する）
  - 副管理者：5人（幸手市長、杉戸町長、春日部市長および五霞町長が担当する）
  - 会計管理者：久喜市会計管理者が担当する
  - 監査委員：2人

### 組合経費負担割合
- 毎会計年度における組合費の総額の60パーセントを組合市町の人口により按分（あんぶん）し、40パーセントを組合市町の面積に按分して算定した額を組合市町が負担する。ただし、久喜市および春日部市が負担する経費については、久喜市は栗橋、伊坂、松永、間鎌、佐間、高柳、島川、小右衛門、中里、北広島、河原代、新井、狐塚、栗橋北一丁目、栗橋北二丁目、栗橋中央一丁目、栗橋東一丁目 - 栗橋東六丁目、緑一丁目、南栗橋一丁目 - 南栗橋十二丁目、八甫、東大輪、西大輪、外野、上川崎、八甫一丁目 - 八甫五丁目、桜田一丁目 - 桜田五丁目、鷲宮六丁目の一部地区の人口および面積を基礎として算定した額を負担。また、春日部市は小渕、八丁目の一部、不動院野、樋籠地区の人口および面積を基礎として算定した額を負担。

## 沿革
- 1950年（昭和25年） - カスリーン台風の3年後、栗橋町外十五ヶ町村利根川水害予防組合を設立[1]。
- 1957年（昭和32年） - 市町村合併により、栗橋町外五箇町村利根川水害予防組合に改組[1]。
- 1964年（昭和39年） - 栗橋町外五箇市町村水防事務組合を設立[1]。
- 1997年（平成9年） - 五霞町の町制施行に伴い、栗橋町外五箇市町水防事務組合に改組[1]。
- 2010年（平成22年） - 栗橋町含む1市3町の合併により、現在の利根川栗橋流域水防事務組合に改組[1]。

## 水防を行う区域
- 利根川右岸のうち、埼玉県久喜市栗橋3383番地先（利根川河口から130.5 kmの地点）から茨城県猿島郡五霞町大字山王1262の1番地先（利根川河口から122 kmの地点）まで。
- 江戸川右岸のうち、茨城県猿島郡五霞町大字江川1430番地先（江戸川河口59.5 kmの地点）から埼玉県北葛飾郡杉戸町大字木野川27の1番地先（江戸川河口51.5 kmの地点）まで。

## 事務局所在地
- 埼玉県久喜市下早見85-3 - 久喜市役所本庁舎 市民部消防防災課内[2]